# クレイ・トレイルズ
クレイ・トレイルズ(clay trails) は、イングランドのコーンウォールにある自転車用道路。
以下のトレイル（自転車用道路）から構成されている：
- The Wheal Martyn trail - 8Km
- The St Austell trail - 2.5Km
- The Bugle trail - 6Km
- The St Blazey trail - 5Km